# Intersport Heilbronn Open 2013
L'Intersport Heilbronn Open 2013 è stato un torneo di tennis facente parte della categoria ATP Challenger Tour nell'ambito dell'ATP Challenger Tour 2013. È stata la 26 edizione del torneo che si è giocata a Heilbronn in Germania dal 21 al 27 gennaio 2013 su campi in cemento indoor e aveva un montepremi di €85,000+H.

## Partecipanti singolare

### Teste di serie
| Nazionalità | Giocatore          | Ranking* | Testa di serie |
| ----------- | ------------------ | -------- | -------------- |
| Francia     | Paul-Henri Mathieu | 60       | 1              |
| Germania    | Benjamin Becker    | 66       | 2              |
| Lussemburgo | Gilles Müller      | 69       | 3              |
| Germania    | Björn Phau         | 78       | 4              |
| Romania     | Adrian Ungur       | 99       | 5              |
| Croazia     | Ivo Karlović       | 103      | 6              |
| Rep. Ceca   | Jan Hájek          | 104      | 7              |
| Belgio      | Ruben Bemelmans    | 114      | 8              |

### Altri partecipanti
Giocatori che hanno ricevuto una wild card:
- Andreas Beck
- Paul-Henri Mathieu
- Cedrik-Marcel Stebe
- Jan-Lennard Struff

Giocatori che sono passate dalle qualificazioni:
- Pavol Červenák
- Bastian Knittel
- Dominik Meffert
- Maxime Teixeira

## Partecipanti doppio

### Teste di serie
| Nazionalità | Giocatore       | Nazionalità | Giocatore      | Ranking* | Testa di serie |
| ----------- | --------------- | ----------- | -------------- | -------- | -------------- |
| Svezia      | Johan Brunström | Sudafrica   | Raven Klaasen  | 125      | 1              |
| Russia      | Michail Elgin   | Slovacchia  | Igor Zelenay   | 140      | 2              |
| Stati Uniti | James Cerretani | Canada      | Adil Shamasdin | 154      | 3              |
| Germania    | Philipp Marx    | Romania     | Florin Mergea  | 165      | 4              |

- Ranking al 14 gennaio 2013.

### Altri partecipanti
Coppie che hanno ricevuto una wild card:
- Andreas Beck /  Nils Langer
- Bastian Knittel /  Jan-Lennard Struff
- Dominik Meffert /  Björn Phau

## Vincitori

### Singolare
Michael Berrer ha battuto in finale  Jan-Lennard Struff con il punteggio di 7–5, 6–3

### Doppio
Johan Brunström /  Raven Klaasen hanno battuto in finale  Jordan Kerr /  Andreas Siljeström con il punteggio di 6–3, 0–6, [12–10]